# Cratera de Wolf Creek
A Cratera de Wolfe Creek é uma formação causada pelo impacto de um meteorito na região oeste da Austrália. Localiza-se a 105 km na direção sul de Halls Creek e pertence ao Parque Nacional de Wolfe Creek.
A cratera tem em média 875 metros de diâmetro e 60 metros de profundidade. Sua datação é estimada como menor de 300 mil anos e calcula-se que o meteorito que a causou tivesse massa de 50.000 toneladas.